# Paradise (pel·lícula de 1984)
Paradise és un curtmetratge d'animació canadenc, dirigit per Ishu Patel i estrenat el 1984.

## Argument
Utilitzant una varietat de tècniques d'animació dibuixades a mà, com ara animació retallada, plastilina retroil·luminada, sorra i vidre pintat, la pel·lícula explica la història d'una merla que és testimoni d'un ocell de colors vius que viu al palau de vidre d'un emperador; envejant l'aparent opulència de l'altre ocell, s'esforça per aconseguir el mateix estil de vida per a ell però descobreix que això implica passar la major part del temps vivint en una gàbia daurada.

## Reconeixements
La pel·lícula va ser nominat a l'Oscar al millor curtmetratge d'animació als Premis Oscar de 1984, i nominat a un Premi Genie al Millor curtmetratge d'animació als 7ns Premis Genie el 1986. També va ser el guanyador de l'Ós de Plata al millor curtmetratge al 35è Festival Internacional de Cinema de Berlín, i d'un premi del jurat al Festival Internacional de Cinema d'Animació d'Annecy.